# 澄江市
澄江市（ちょうこう-し）は、中華人民共和国雲南省玉渓市に位置する県級市。1913年に河陽県は澂江県と改称された。2019年12月13日に県級市の澄江市に昇格し現在に至る。

## 行政区画
下部に2街道、4鎮を管轄する。
- 街道
  - 鳳麓街道、竜街街道
- 鎮
  - 右所鎮、陽宗鎮、海口鎮、九村鎮

## 交通

### 鉄道
- 中国鉄路総公司
  - 南昆旅客専用線

（昆明方面）- 陽宗駅 -（南寧方面）

### 道路
- 高速道路
  - 汕昆高速道路・広昆高速道路（重複区間）
  - 昆明環状高速道路
  - S26 呈澄高速道路

## 世界遺産
カンブリア紀の貴重な化石群である澄江動物群が産出した帽天山周辺は、「澄江の化石産地」（澄江化石遺址）として、2012年にユネスコの世界遺産リストに登録された。